# نظریه پیمانه‌ای
در دانش فیزیک، ناوردایی پیمانه‌ای (یا تقارن پیمانه‌ای) ویژگی یک نظریه میدان است که در آن پیکربندی‌های مختلف میدانهای زیربنایی - که خود به طور مستقیم قابل مشاهده نیستند - کمیت‌های قابل مشاهده یکسانی را نتیجه می‌دهند. نظریه‌ای که دارای این ویژگی باشد نظریه پیمانه‌ای نامیده می‌شود. تبدیل از یک پیکربندی میدان به پیکربندی دیگر تبدیل پیمانه‌ای نامیده می‌شود.